# Thousand Palms
Thousand Palms est une census-designated place du comté de Riverside, dans l'État de Californie, aux États-Unis,. En 2020, elle compte une population de 7 967 habitants.